# Resolutiepartij

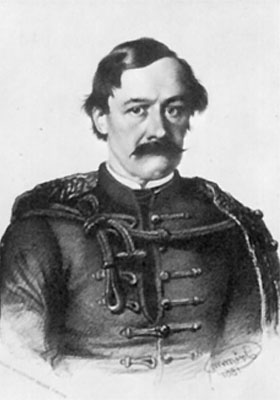
Graaf László Teleki

De Resolutiepartij (Hongaars: Határozati Párt) was een van de twee politieke groeperingen in de Hongaarse Landdag van 1861. Ze werd aangevoerd door graaf László Teleki.De Resolutiepartij bepleitte een zelfstandig en onafhankelijk Hongarije, los van Oostenrijkse overheersing en stond hierbij tegenover de Aansprekingspartij onder leiding van Ferenc Deák, die pleitte voor onderhandelingen met de Oostenrijkers. Teleki pleegde echter zelfmoord in mei 1861. Kálmán Tisza, zijn neef, nam nadien het voorzitterschap over. Nadat keizer Frans Jozef de Landdag van 1861 had ontbonden, hield de Resolutiepartij ook op te bestaan. De partij Linkercentrum wordt aanzien als de opvolger van de Resolutiepartij.